# Carne Barrosã

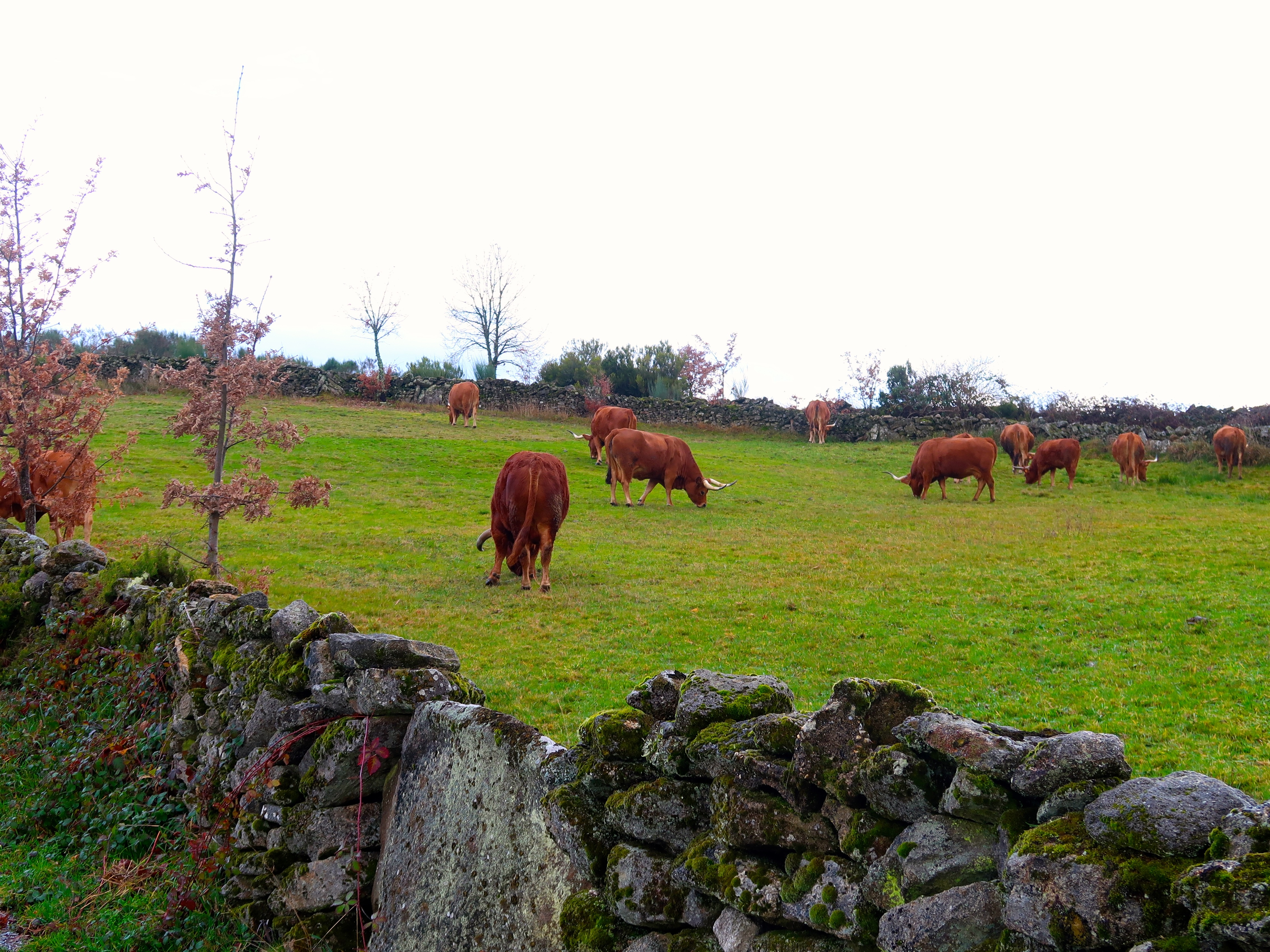
A raça barrosã é famosa pela sua carne

A Carne Barrosã DOP, é um alimento obtido de bovino da raça Barrosã, um produto de origem portuguesa com Denominação de Origem Protegida (DOP) pela União Europeia (UE) desde 14 de novembro de 1996.
A carne barrosã DOP tem uma cor rosada/vermelha escura e destaca-se por ser muito tenra, suculenta e saborosa.[carece de fontes?]

## Agrupamento gestor
O agrupamento gestor da denominação de origem protegida "Carne Barrosã" é a CAPOLIB - Cooperativa Agrícola de Boticas, CRL.